# Patrycja Królikowska
Patrycja Królikowska (født 15. Maj 1992 i Łódź, Polen) er en kvindelig polsk håndboldspiller, som spiller for Vistal Gdynia og det polske håndboldlandshold.
Hun deltog under EM i håndbold 2016 i Sverige.